# The Horns of Nimon
The Horns of Nimon (Los cuernos de Nimon) es el quinto y último serial de la 17.ª temporada de la serie británica de ciencia ficción Doctor Who, emitido originalmente en cuatro episodios semanales del 22 de diciembre de 1979 al 12 de enero de 1980. Se trata de la última interpretación de David Brierley como la voz de K-9 (ya que John Leeson regresó en la siguiente temporada).

## Argumento
Los día gloriosos del Imperio Skonnano hace mucho que forman parte del pasado, pero muchos de sus ciudadanos y soldados añoran las conquistas. La llegada a Skonnos del misterioso y encornado Nimon trajo la esperanza de la restauración imperial. La temible criatura desde su laberinto ha prometido reconstruir el Imperio a cambio de una serie de tributo de los Skonnanos y su adulador y arrogante líder Soldeed. Este tributo se compondrá de jóvenes sacrificios del planeta cercano Aneth, así como un cargamento de cristales de hymetusita. Así, comienzan a secuestrar jóvenes para mandarlos al laberinto. En el último cargamento, sin embargo, la nave que los lleva se avería en el espacio. La vetusta nave de guerra se ha gastado, y cuando el copiloto fuerza demasiado los motores, el piloto muere al explotar el panel de control.
El Doctor, Romana y K-9 están en la sala de consola de la TARDIS donde el Doctor está haciendo modificaciones a la nave. Hay varios controles desconectados, con la mala fortuna que la nave se materializa cerca de un agujero negro artificial, y ante el riesgo de ser absorbidos, la TARDIS aterriza en la nave de guerra. Allí, encontrarán a los prisioneros y al copiloto, que a punta de pistola les obligará a reparar la nave...

### Continuidad
El monstruo minotauro que aparece en la aventura del Undécimo Doctor El complejo de Dios se revela que es de una raza cercana a la de Nimon.

## Producción
| Episodio          | Fecha de emisión        | Duración | Espectadores en millones | Estado en el archivo  |
| ----------------- | ----------------------- | -------- | ------------------------ | --------------------- |
| Episodio 1        | 22 de diciembre de 1979 | 25:41    | 6                        | Cinta original en PAL |
| Episodio 2        | 29 de diciembre de 1979 | 25:00    | 8,8                      | Cinta original en PAL |
| Episodio 3        | 5 de enero de 1980      | 23:26    | 9,8                      | Cinta original en PAL |
| Episodio 4        | 12 de enero de 1980     | 26:45    | 10,4                     | Cinta original en PAL |
| [ 1 ] [ 2 ] [ 3 ] |                         |          |                          |                       |

En la trama del serial se incorporan muchos aspectos de la historia mitológica de Teseo y el Minotauro, hecho que el Doctor comenta al final del último episodio, muchos nombres de personajes en el serial son deformaciones de los nombres mitológicos en su traducción al inglés, por ejemplo: Skonoss por Knossos, Nimon por Minotaur, Aneth por Athens.

## Publicaciones comerciales
The Horns of Nimon se publicó en VHS en junio de 2003. El DVD se publicó en marzo de 2010 en una compilación titulada Myths and Legends, junto con The Time Monster y Underworld.